# 基辅牌照相机
基輔（俄语：Киев）是蘇聯和烏克蘭（解體後）相機生產商「兵工廠」（Arsenal）旗下品牌。品牌早期推出過數款135相機，亦有生產中片幅和大片幅型號，其中基輔60系列（Kiev 60）和基輔88（Kiev 88）系列是其相類中幅相機型號的便宜選擇。在「兵工廠」停止生產相機以後，中幅基輔系列於2009年改由新成立的ARAX取代，並在其基礎上開發出ARAX 60和ARAX 88；另一新成立的烏克蘭相機公司Hartblei亦出品改良版本中幅基輔系列。

## 中片幅相機

### 基輔60系列（Kiev 60）
Kiev 60系列設計參考自東德Praktisix、Pentacon Six系列相機，後者設計相對圓滑，而前者則較硬朗。此系列相機與一般135相機設計相約，除了相機尺寸明顯加大外，操作也沒有特別相異。由於設計意念緣自Pentacon Six系列，鏡頭系統亦緊隨後者使用P6卡口，使之自推出之始，鏡頭羣已擁有可觀數量。
這個系列相機自1971年開發至今，經歷過三代轉變（Kiev 456不作一代），其中除Kiev 456外，其他片幅均為6x6cm，詳見下表：
- Kiev 6S（一般寫成6C，原因是誤會西里爾字母С等同拉丁字母C），生產年期為1971-1980
- Kiev 6S TTL，生產年期為1978-1986[1]
- Kiev 60，生產年期為1984至今（2009年以後由ARAX和Hartblei出產，前者改以ARAX-60名義出售）[2][3]
- Kiev 456，生產年期為2009至今（ARAX和Hartblei出產的4.5x6cm相機，前者改以ARAX-645名義出售，後者則為Kiev 645名義，但機身仍為Kiev 60）[3][2]

### 基輔88系列（Kiev 88）
Kiev 88系列與瑞典哈蘇（Hasselblad） 1600 F設計幾近相同，同樣屬於模塊化設計相機，推出初期亦曾遭哈蘇指其抄襲。Kiev 88系列模塊大致可分為四個部份：機身、機背、取景器、鏡頭。由於整個系列推出之始已安排大量生產組件，生產數量遠超哈蘇，加上品質監控不如對手，其售價遠低於同類模塊設計相機。然而，縱然整體質素較對方落後，大部份機件問題也可在後期修正，即使新購相機再加上維修費用，亦遠低於其他，是故仍能吸引加入中片幅相機行列用家選購。
Kiev 88系列鏡頭早期設計類近於V卡口，但因齒輪結構畧有不同，基本上也是獨立發展，正式名稱為B卡口，一般坊間以「基輔88卡口（Kiev 88 mount）」稱之。後期推出的Kiev 88 CM和Kiev 90則改為鏡頭羣較可觀的P6卡口。
經歷約半世紀發展，此系列推出官方最後設計，為Kiev 90。此相機有別於過去系列，機背片幅設計改為4.5x6cm，機身亦為該時期的現代設計，具有電子快門。然而，由於不明原因，此相機只產出約200部，二手市場極為罕見。
除上述Kiev 90之外，其他系列內各相機的機背設計，均相互通用，大部份屬於6x6cm片幅，後期NT系列以後，除6x6cm以外，亦加入4.5x6cm機背。另外，Kiev 88系列機背在改裝以前，不能用於哈蘇相類相機。
此系列相機取景器可分為腰平取景器、眼平取景器（拱形無電版）和電子測光眼平取景器，均能用於哈蘇相類相機。然而，由於Kiev 90產量少，無從得知能否與系列內的相機互通，而Kiev 90亦擁有自己特別設計的電子測光眼平取景器。
這個系列相機自1957年開發至今，經歷過六代轉變，詳見下表：
- Салют（禮炮），生產年期為1957-1972（分為兩個版本，早期版本快門最快1/1500，後期生產已改為最快1/1000。部份外銷版為Zenith 80）[4]
- Салют C（禮炮 S），生產年期為1972-1980[5]
- Kiev 80，生產年期為1975-1981（實為Салют C出口版本）[6]
- Kiev 88，生產年期為1979至2001年（2001年後由ARAX、Hartblei、DVD Technik等公司以翻新庫存形式出售一手新相機，部份以新品牌名義出售，至2021年所有一手Kiev 88已全數售出）
- Kiev 88 CM，生產年期為1984至2001年（2001年後由ARAX、Hartblei、DVD Technik等公司以翻新庫存形式出售一手新相機，部份以新品牌名義出售，至2021年所有一手Kiev 88 CM已全數售出）[3][2]
- Kiev 90，生產年期為1983-1990[7]

| 型號             | 出售公司 | 對應型號   | 卡口 | 反光板鎖定 | 在售 |
| ---------------- | -------- | ---------- | ---- | ---------- | ---- |
| ARAX-CM          | ARAX     | Kiev 88 CM | P6   | 有         | 是   |
| HARTBLEI 1006    | Hartblei | Kiev 88 CM | P6   | 有         | 是   |
| HARTBLEI 1008    | Hartblei | Kiev 88    | B    | 有         | 是   |
| Kiev 88CM        | Hartblei | Kiev 88CM  | P6   | 無         | 是   |
| Kiev 88CM Master | Hartblei | Kiev 88CM  | P6   | 有         | 是   |
| Kiev 88          | Hartblei | Kiev 88    | B    | 無         | 是   |
| Kiev 88 Master   | Hartblei | Kiev 88    | B    | 有         | 是   |
| Kiev 688         | Hartblei | Kiev 88CM  | P6   | 無         | 是   |
| Kiev 688 Master  | Hartblei | Kiev 88CM  | P6   | 有         | 是   |
| Kiev B.i.G.      | Brenner  | Kiev 88CM  | P6   | 無         | 否   |
| Kiev USA         | ?        | Kiev 88CM  | P6   | 無         | 否   |

## 基輔中幅相機優點和缺點

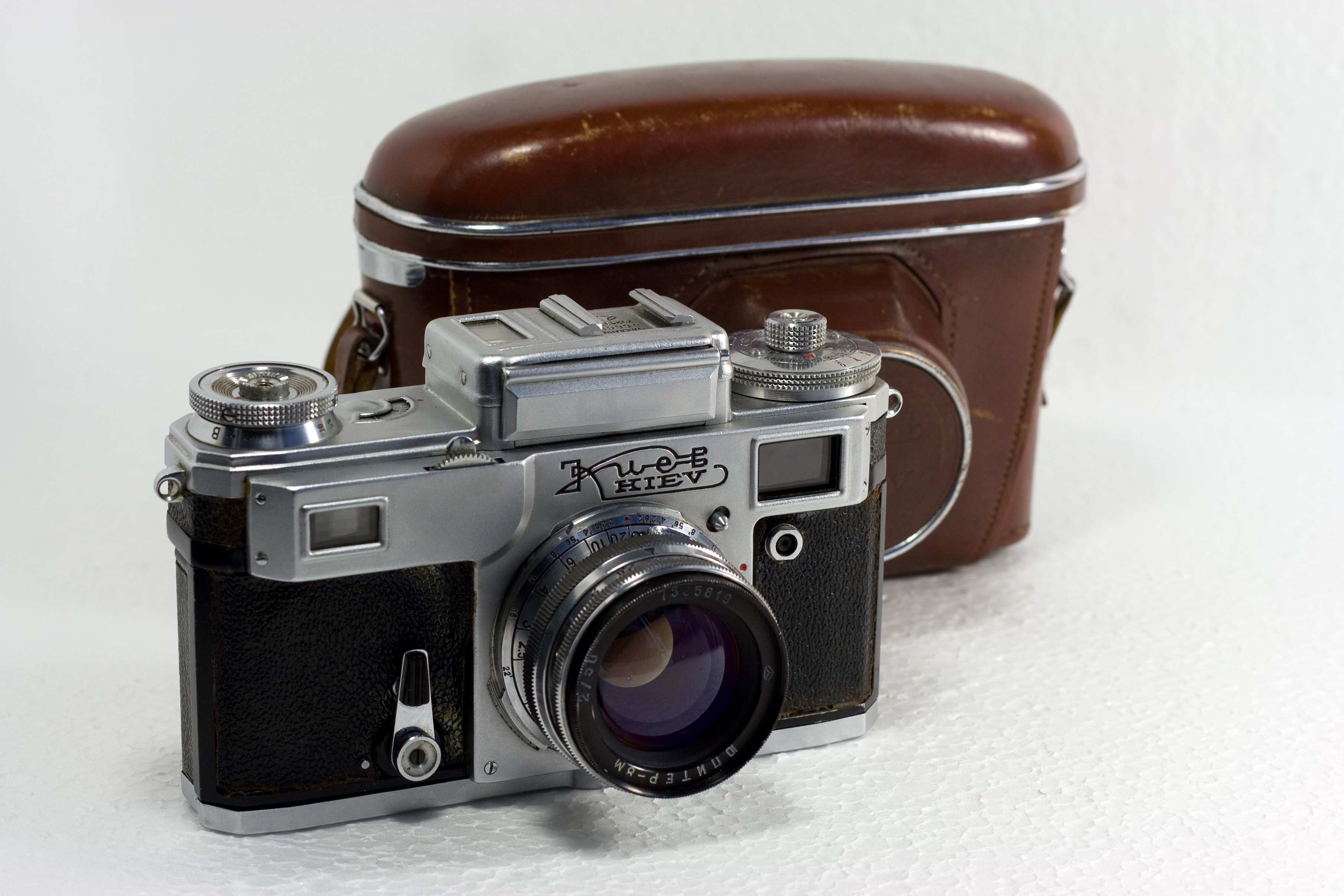
Kiev 4

基輔中幅系列相機價格比同類中幅相機便宜，加上有一定數量蘇製及東德製鏡頭羣，即使是Kiev 88系統鏡頭亦已包含30mm至500mm，鏡頭價格亦遠低於對手，故能吸引剛投入中片幅攝影用家。
然而，由於蘇聯指導生產模式著重數量而非質量，其質量管理亦跟其他蘇製相機一樣相對參差，問題亦集中在內部零件。雖然並非所有基輔相機也出現缺陷，但在時間洗禮下，問題較容易出現在操作不當之時，加上現今基輔相機買家絕大部份在二手市場選購，機齡漸長加上使用率高，不少新買家選購以後都會送到烏克蘭作大修，以延續相機壽命。